# Бумажный журавлик

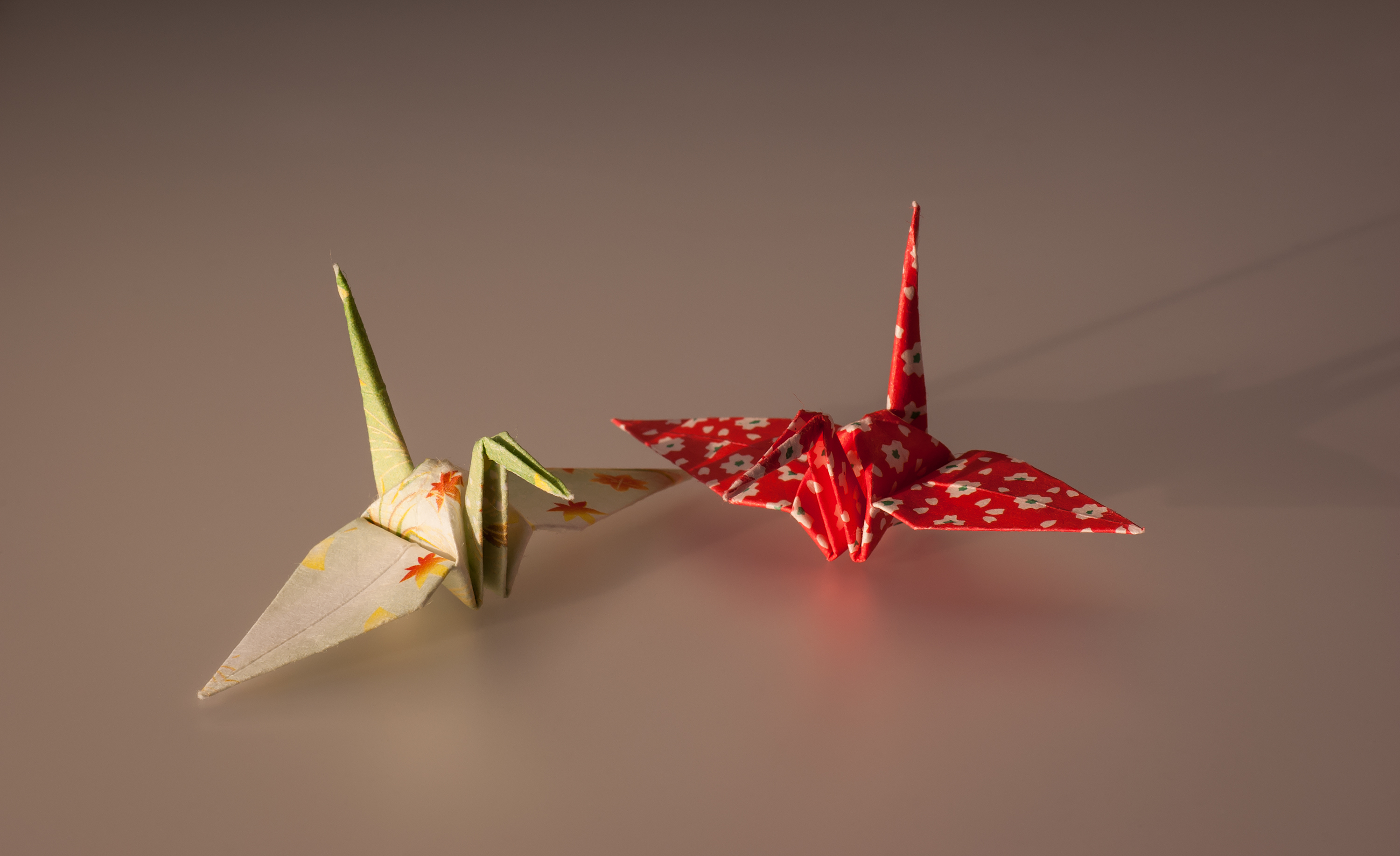
Бумажные журавлики

Бумажный журавлик (оридзуру, 折鶴 ori — «сложенный», tsuru — «журавлик») — вид японского оригами, считающийся наиболее классическим. В японской культуре считается, что его крылья переносят души в рай. Его часто используют в качестве церемониальной обёртки или для украшения ресторанного стола. Тысяча оридзуру, сцепленных вместе, называется сэнбадзуру (千羽鶴), «тысяча журавликов», и считается, что у сложившего тысячу журавликов исполняется одно желание.
Значение сэнбадзуру раскрыто в книге «Садако и тысяча бумажных журавликов», основанной на жизни девочки-хибакуся Садако Сасаки (а также в книге «Полная история Садако Сасаки и тысячи бумажных журавликов»). Со времени публикации книги сэнбадзуру и помощь других людей в его составлении стали восприниматься синонимично пожеланию выздоровления или пожеланию мира.

## Рендзуру

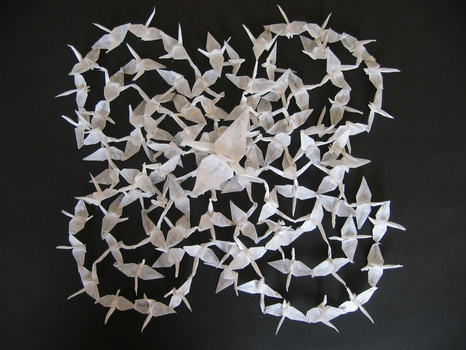
Рэндзуру, «HYAKKAKU (Сто журавлей)» в Hiden Senbazuru Orikata

Термин рэндзуру (яп. 連鶴 соединённые журавли) относится к технике оригами, при которой из одного листа бумаги (обычно квадратной формы) складывают несколько журавликов, используя ряд разрезов для формирования журавликами из меньших квадратов мозаики. Получившиеся журавли прикреплены друг к другу (например, кончиками клювов, крыльев или хвостов) или кончиками туловища (например, птенец журавля сидит на спине матери). Хитрость заключается в том, чтобы сложить всех журавликов, не повредив маленькие бумажные мостики, которые крепят их друг к другу, или, в некоторых случаях, эффективно скрыть лишнюю бумагу.
Типичная конфигурация рэндзуру включает в себя круг из четырёх или более журавлей, скреплённых концами крыльев. Одна из самых простых форм, сделанная из половины квадрата (прямоугольник 2×1), разрезанного пополам с одной из длинных сторон, даёт в результате двух журавлей, которые делят целое крыло, расположенное вертикально между их телами; головы и хвосты могут быть обращены в одном или противоположных направлениях. Форма известна как имосэяма. Если сделать журавлей из бумаги, окрашенной по-разному с двух сторон, то журавлики будут разных цветов.
Эта техника оригами впервые была проиллюстрирована в одной из старейших известных книг по оригами — Hiden Senbazuru Orikata (1797).

## Складывание оризуру

Инструкции по складыванию оригами-журавлика с использованием системы обозначений Ёсидзавы-Рэндлетта.